# ITF Women's Circuit Caracas 3 2012
L'ITF Women's Circuit Caracas 3 2012 è stato un torneo di tennis facente parte della categoria ITF Women's Circuit nell'ambito dell'ITF Women's Circuit 2012. Il torneo si è giocato a Caracas in Venezuela dal 23 al 29 aprile 2012 su campi in cemento e aveva un montepremi di 25.000 dollari.

## Vincitori

### Singolare
Adriana Pérez ha battuto in finale  Teliana Pereira con il punteggio di 6–1, 6–1

### Doppio
Mailen Auroux /  María Irigoyen hanno battuto in finale  Verónica Cepede Royg /  Adriana Pérez con il punteggio di 6–4, 6–3